# كريس وارن
كريس وارن (بالإنجليزية: Chris Warren)‏ هو لاعب دوري الرغبي أسترالي، ولد في 1 سبتمبر 1970 في سيدني في أستراليا.